# باز هریس
باز هریس (نام علمی: Parabuteo unicinctus) نام یک گونه از سرده پیراسارگپه است.